# Барський Михайло Ілліч
Михайло Ілліч Барський (31 січня 1933, Зінов'євськ, зараз Кропивницький, Україна — 5 квітня 2012, Ізраїль) — український театральний режисер, заслужений діяч мистецтв України (1989). Народний артист України.

## Життєпис
Народився 31 січня 1933 року.
1968 року закінчив Київський інститут театрального мистецтва.
У період 1965—1989 роки — головний режисер Кіровоградської студії телебачення.
Від 1989 року був художнім керівником Кіровоградського українського музично-драматичного театру.
У 1990-ті емігрував з України. Помер 5 квітня 2012 року в Ізраїлі.

## Творчість

### Режисерські роботи
Кіровоградський академічний український музично-драматичний театр ім. М. Л. Кропивницького
- 1989 — «97» Миколи Куліша
- 1989 — «Чоловік і жінка» Леоніда Зоріна
- 1989 — «Набережна» Юліу Едліса

### Драматургія
- 1989 — «Високе небо»

## Джерело
- Барський Михайло Ілліч Митці України : Енциклопедичний довідник. / упоряд. : М. Г. Лабінський, В. С. Мурза ; за ред. А. В. Кудрицького. — Київ : «Українська енциклопедія» імені М. П. Бажана, 1992. — С. 50—51 . — ISBN 5-88500-042-5.